# ヒメカマキリ
ヒメカマキリ (Acromantis japonica）はカマキリ目ハナカマキリ科に属す昆虫。

## 分布
本州、四国、九州に分布。関東ではほとんど見られないが、西日本では比較的ふつうにみられる。他、台湾、朝鮮、中国等にも分布。

## 特徴
オス：25～32㎜、メス：25～31㎜。
林内や林縁に生息。危険が迫ると擬死することが特徴である。
国内にはヒメカマキリによく似た種として、サツマヒメカマキリが存在する。ヒメカマキリの成虫の出現時期は9～12月であるのに対し、サツマヒメカマキリの成虫の出現時期は5～7月である。